# Albstadion (Albstadt)
Das Albstadion ist ein Fußballstadion mit Leichtathletikanlage im Stadtteil Ebingen der baden-württembergischen Stadt Albstadt, Landkreis Zollernalbkreis.

## Geschichte

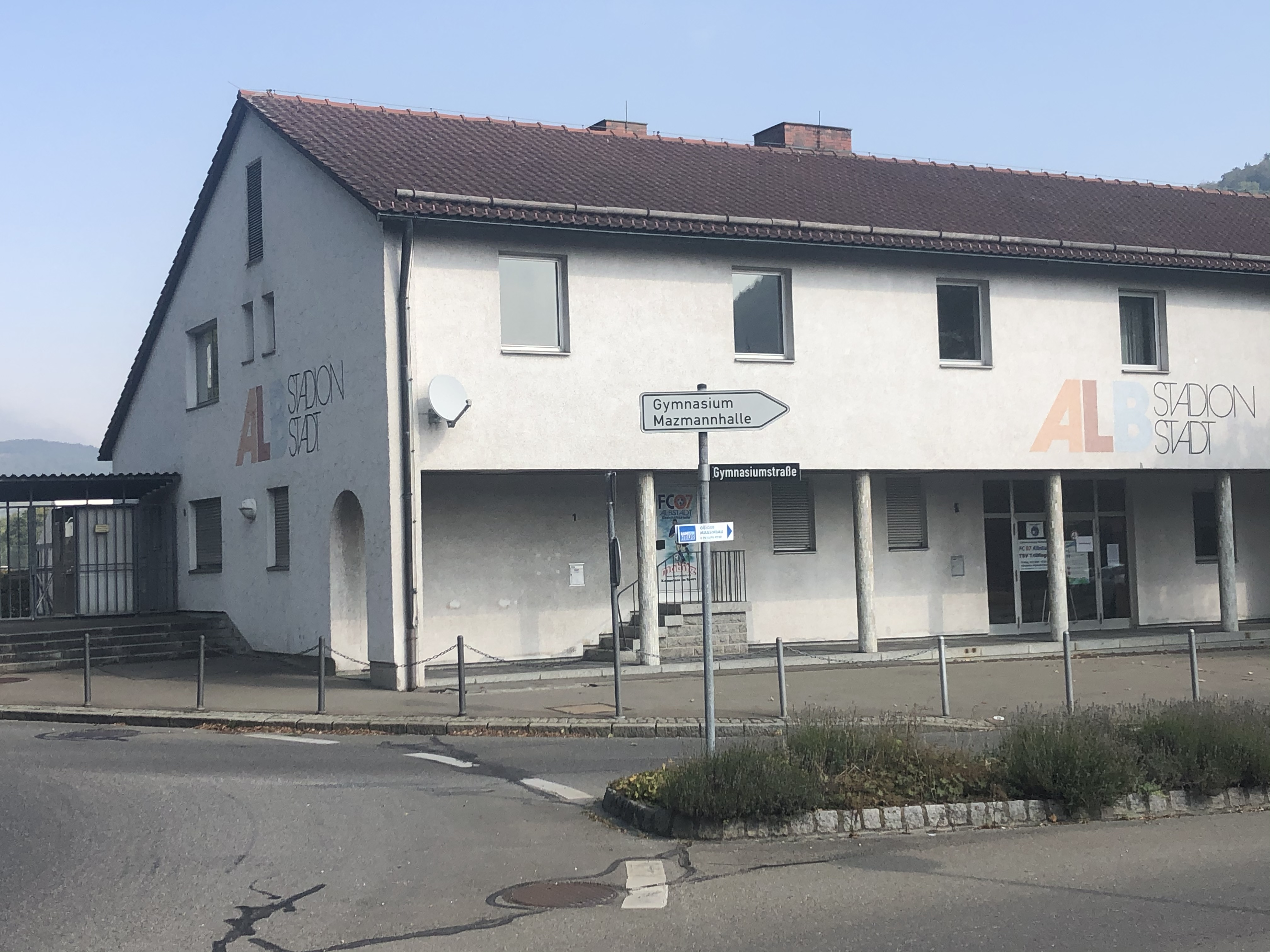
Eingangsbereich

Die Anlage wurde 1965 als damals sehr moderne Sportstätte mit Laufbahn und einem Fassungsvermögen von knapp 11.000 Zuschauern eingeweiht. Der FC Bayern München, VfB Stuttgart, Torpedo Moskau, FC Schalke 04, Eintracht Frankfurt und der Hamburger SV gastierten unter anderem zu Freundschaftsspielen im Albstadion. 
Im DFB-Pokal 1985/86 trat am 24. August 1985 in der 1. Hauptrunde der FV 07 Ebingen im Albstadion gegen den 1. FC Nürnberg an. Nürnberg gewann vor 4.800 Besuchern mit 7:2. Im DFB-Pokal 1977/78 spielten der FC Tailfingen und Rot-Weiss Essen in der 2. Hauptrunde am 20. August 1977 im Stadion. Der FC Tailfingen unterlag vor 3.500 Zuschauern knapp mit 1:2 gegen die Essener. Heute trägt hier der 1998 durch Vereinsverschmelzung entstandene FC 07 Albstadt als Nachfolgeklub des FC 1910 Tailfingen (Ex-Oberligist) und des FV 07 Ebingen (Ex-Verbandsligist) seine Heimspiele vor durchschnittlich 200 bis 300 Zuschauern aus.
Anlässlich des 100-jährigen Jubiläums des FC 07 Albstadt gastierte der deutsche Rekordmeister FC Bayern München am 15. Juli 2007 vor 10.000 Zuschauern zu einem Freundschaftsspiel im Albstadion beim damaligen Landesligisten. Das Team von Ottmar Hitzfeld siegte deutlich mit 13:0.